# Super Aguri
Super Aguri var ett japanskt formel 1-stall som debuterade 2006 och drog sig ur efter fyra lopp säsongen 2008 på grund av ekonomiska bekymmer.

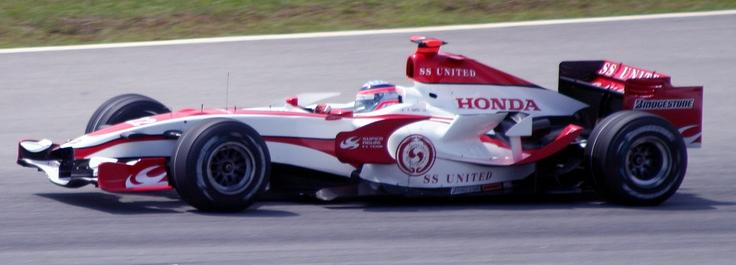
Super Aguri,.

## Historik
Super Aguri grundades av den förre formel 1-föraren Aguri Suzuki 2005. Stallet opererade delvis från Arrows tidigare anläggning i Leafield i England. Super Aguri, som debuterade säsongen 2006, hade eftersom det var ett japanskt F1-stall valt, till skillnad från lokalkonkurrenterna Honda och Toyota, att bara ha japanska förare, med undantag för Franck Montagny. Premiärsäsongen blev problematisk, hälften av de startande bilarna bröt och man bytte andreförare två gånger.
Säsongen 2007 körde Takuma Sato och Anthony Davidson för stallet. Sato slutade åtta i Spanien 2007 på Circuit de Catalunya och tog därmed Super Aguris första mästerskapspoäng. Sato tog senare tre poäng i Kanada och Super Aguri-Honda slutade med sina fyra poäng på nionde plats i konstruktörsmästerskapet.
Inför säsongen 2008 övertogs stallet av det brittiska bil- och teknikföretaget Magma Group, dock utan några förändringar i övrigt. Magma drog sig senare ur affären, varför stallet sökte nya investerare och om inte det lyckades skulle Super Aguri sluta tävla efter loppet i Spanien 2008. Den 6 maj 2008 meddelade Super Aguris stallchef att man på grund av ekonomiska problem inte längre kommer att tävla.
Senare under 2008 köptes stallets tillgångar av den Tyske affärsmannen Franz Hilmer och hans företag Formtech, och under 2009 meddelade företaget att man hade planer på att ställa upp i F1 mästerskapet säsongen 2010 under namnet Brabham. De har dock inte beviljats någon plats av FIA.

## F1-säsonger
| Säsong | Tävlingsnamn        | Bil                               | Motor               | Däck | Poäng | VM-plac. | Förare 1    | Förare 2                                |
| ------ | ------------------- | --------------------------------- | ------------------- | ---- | ----- | -------- | ----------- | --------------------------------------- |
| 2006   | Super Aguri F1      | Super Aguri SA05 Super Aguri SA06 | Honda RA806E 2.4 V8 | B    | 0     | -        | Takuma Sato | Yuji Ide Franck Montagny Sakon Yamamoto |
| 2007   | Super Aguri F1      | Super Aguri SA07                  | Honda RA807E 2.4 V8 | B    | 4     | 9:a      | Takuma Sato | Anthony Davidson                        |
| 2008   | Super Aguri F1 Team | Super Aguri SA08                  | Honda RA807E 2.4 V8 | B    | -     | -        | Takuma Sato | Anthony Davidson                        |

## Sponsorer
Stallets sponsorer/partners är Autobacs, Bridgestone, Eneos, Four Leaf, Honda, Kinotrope, Metris, Nexsan Technologies, NGK, Pioneer, Rodac, Samantha Kingz, Seiko, Speakerbus och Takata.